# 立方衛星

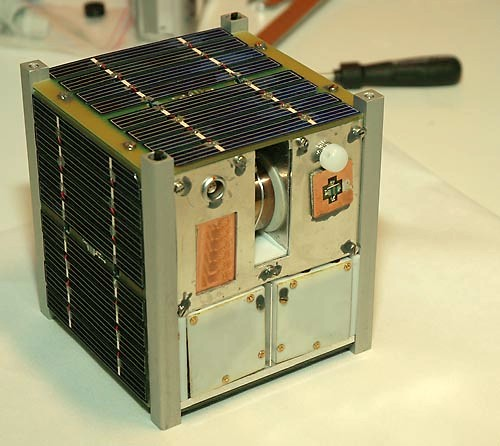
挪威 Ncube-2 立方衛星（10cm 方塊）

立方衛星是一種用於太空研究的小型衛星，10cm×10cm×10cm为每一标准单位，而每单位重量不超过1.33公斤，每一个立方卫星的体积和重量都是体积的倍数。截至2021年5月，人类已发射超过3000枚立方卫星，其中有2900多个成功部署至轨道，90多个因发射失败而被摧毁。
1999 年，加州理工州立大學和史丹佛大學制定了立方衛星的標準，以促進和發展設計，製造和測試用於近地軌道（LEO）的小型衛星所需的技術，這些技術具有多種科學性研究功能和探索新的空間技術。2013 年以前，立方衛星大多由學術界發射，而到了 2014 年，大多數新部署的立方衛星用於商業或業餘项目。

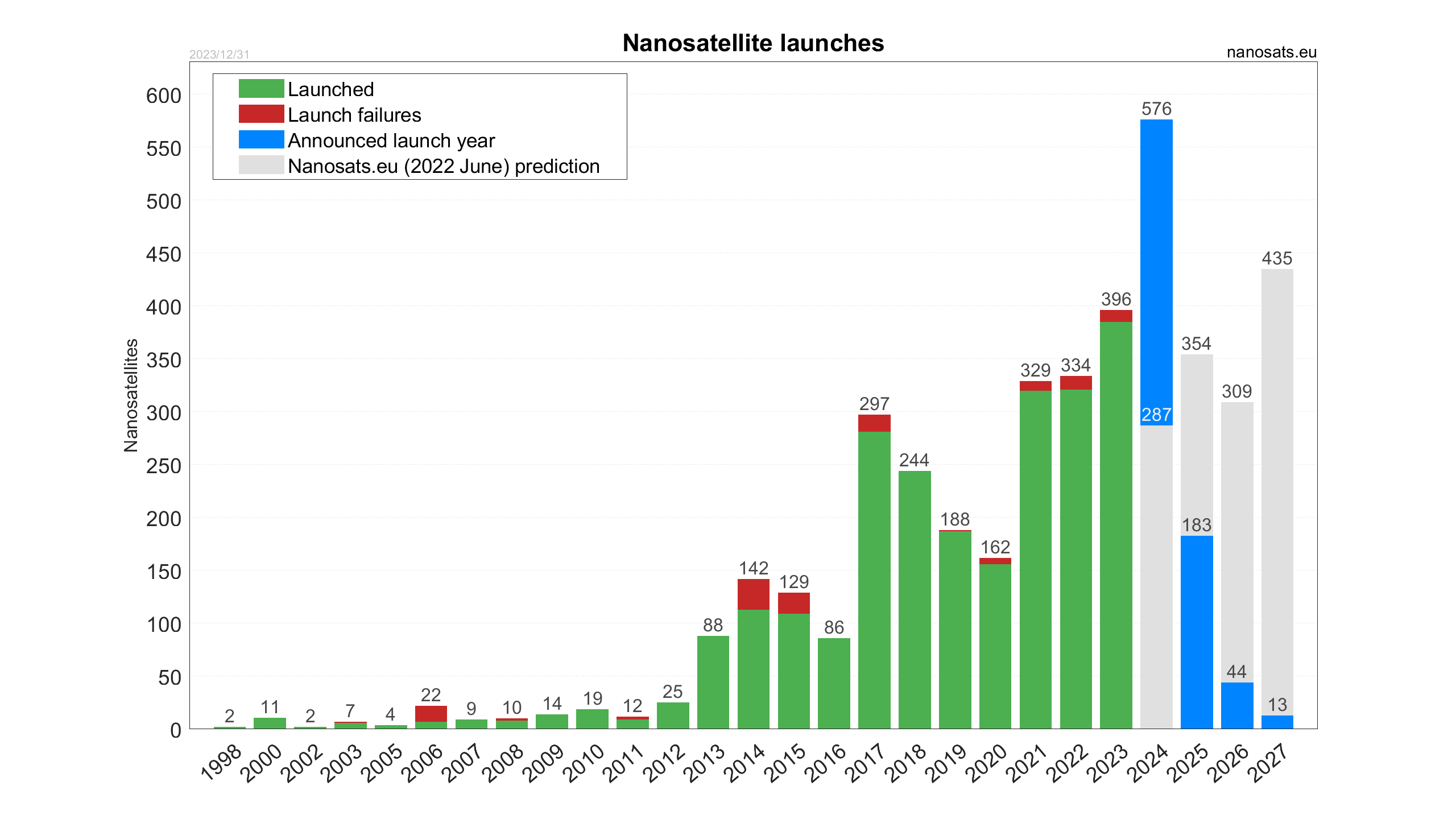
截至 2019 年 1 月，每年推出和計畫的立方衛星

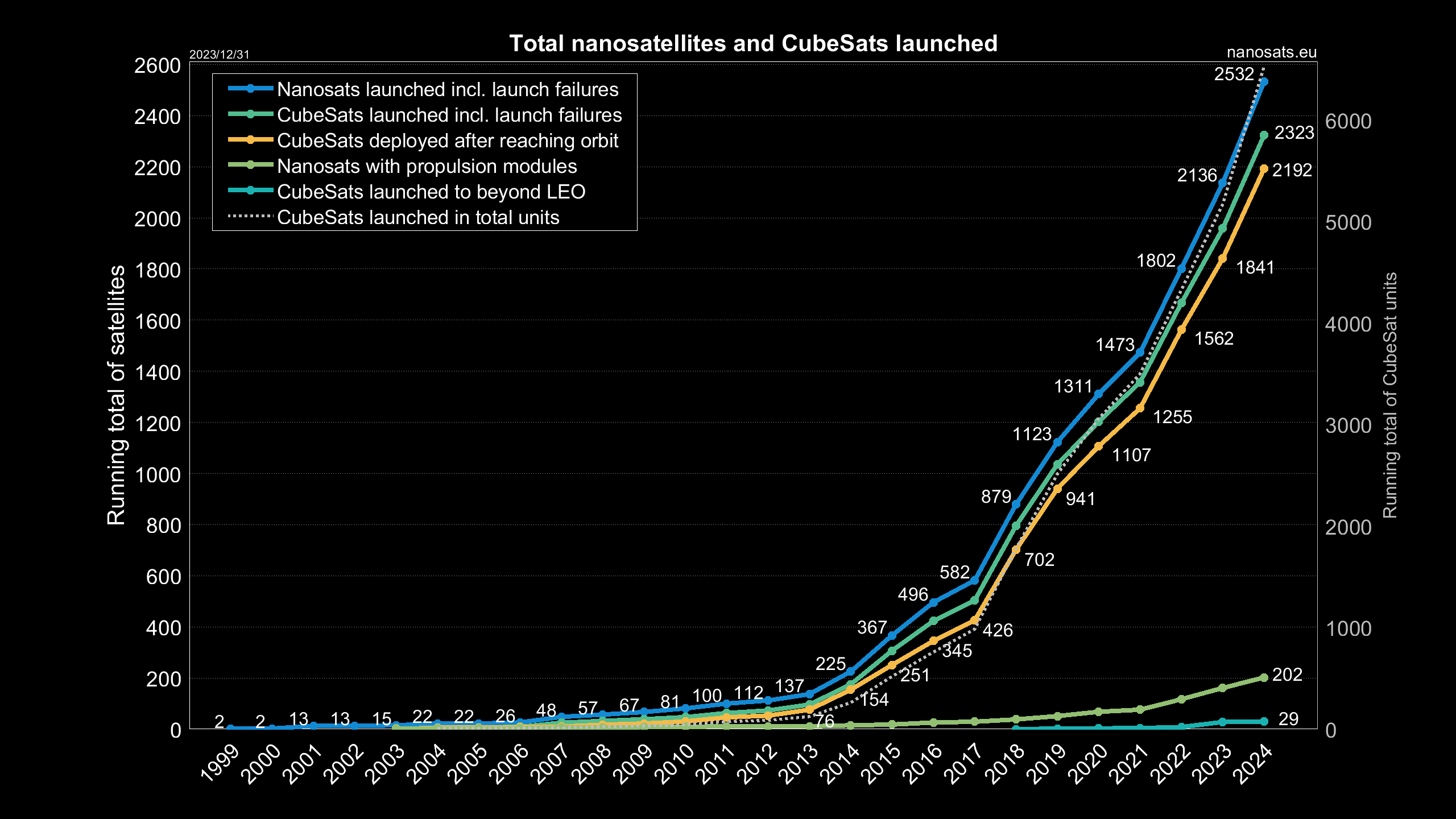
截至 2018 年底，發射的立方衛星总数

## 歷史
1999年兩位立方衛星之父，美國加州州立理工大學的喬迪‧普格-蘇亞里（Jordi Puig-Suari），和史丹佛大學的鮑勃‧特維格斯（Bob Twiggs），希望讓大學生與研究生可以簡單設計製造小型衛星，因此提出立方衛星的概念，並定義出立方衛星最基本的架構單位。

#### 臺灣立方衛星發展史
（冗长非关键信息，建议单独建立条目）
2001年初，當時為國家高速電腦中心主任的莊哲男教授，開設「衛星系統設計」專題課程，透過遠距教學，在美國德州農工大學、成功大學工程科學系及國家高速電腦中心三地進行同步教學，課程的專題是實際設計一枚立方衛星。剛好當時美國史丹佛大學正在推動合資發射立方衛星的計畫，設計立方衛星就從課堂作業延伸出來，變成實體衛星的發展計劃，由國家太空中心主導的臺灣第一枚自製立方衛星─番薯號 （页面存档备份，存于）。番薯號原訂在2003年升空，因故未能成行，但製作番薯號的技術與經驗，透過課程的方式傳承給大學與研究所。
2017年4月18日，鳳凰立方衛星由國立成功大學參與由歐盟QB50計畫所製作的立方衛星，也是台灣第一枚成功發射與運作的2U立方衛星。歐盟QB50項目 （页面存档备份，存于）展示由世界各地的CubeSat團隊建立的由50個CubeSats組成的網絡的可能性，以在尚未開發的中低層熱圈（約90公里–350公里）中進行一流的科學和在軌實驗。
2021年1月24日，立方衛星計畫由台灣團隊自主研製的二加一顆立方衛星「飛鼠」、「玉山」及「堅果」（飛鼠衛星屬於3U衛星，重量4.4公斤、玉山衛星屬於1.5U衛星，重量1.6公斤、堅果衛星隸屬2U衛星，重量2.1公斤，預計2022年發射升空），搭乘 SpaceX 獵鷹九號火箭，於美國卡納維爾角基地順利升空，總共143顆是Space X火箭首次搭載這麼多顆衛星的發射任務。25日，國家太空中心晚上表示，兩顆衛星今早10時和晚上8時各通過台灣上空一次，但基地台都沒有收到衛星傳回地面的訊號。不過有國外基地台收到訊號，推測可能是我國訊號接收面盤架設角度不對，或衛星電力不足，將於明早10時再度嘗試通聯。27日，太空中心主任林俊良表示，早上10點在桃園大溪站接收到飛鼠衛星訊號，中央大學團隊正在解碼中；玉山衛星則因體積小、訊號不強，傳回台灣的訊號微弱，仍不足判讀衛星狀態。挪威、加拿大等國地面站已收到玉山的訊號，推估是台灣的地面站「太接近地面」，玉山的地面站在新竹太空中心樓頂，飛鼠的地面站則在中央大學裡，海拔高度都太低，不像他國設在高山上，影響訊號接收情形，粗估要一個月時間，才能把衛星資訊做得更好。玉山衛星任務壽命6個月（已於同年7月24日屆滿），雖國際上仍能收到其訊號，但無法破譯出訊息。國研院太空中心於同年10月13日正式宣佈玉山衛星任務終止，正式退役。飛鼠衛星則於9月退役。

## 設計
立方衛星的基於標準化、低成本、容易設計建構的概念，有一個最小的基本單位稱為1U，是指重量不超過1.33公斤，長寬高為10公分的立方體。
| 規格 | 尺寸（cm³)    | 重量規格（kg) |
| ---- | ------------- | ------------- |
| 1U   | 10x10x11.35   | 1.33          |
| 1.5U | 10x10x17.02   | 2.0           |
| 2U   | 10x10x22.7    | 2.66          |
| 3U   | 10x10x34.05   | 4.0           |
| 6U   | 10x22.62x36.6 | 12.0          |
| 12U  | 20x20x34.05   | 24            |

立方衛星體積較小，依重量分類，大多屬於奈米或皮米的衛星等級，重量約在10公斤以下。
| 人造衛星等級 | 重量(kg)  |
| ------------ | --------- |
| 大衛星       | >1000     |
| 中型衛星     | 500~1000  |
| 小衛星       | <500      |
| 迷你衛星     | 100~500   |
| 微衛星       | 10~100    |
| 奈米衛星     | 1~10      |
| 皮米衛星     | 0.1~1     |
| 飛米衛星     | 0.001~0.1 |

## 國際計畫

### QB50
QB50計畫是欧洲空间局委由比利時的馮‧卡門學院流體力學研究所（von Karman Institute for Fluid Dynamics, VKI）主導，吸引到五大洲、16個不同國家之近50所大學及研究機構參與的跨國計畫。任務是進行热层下部(約90km-350km)及大氣重返的資料蒐集與相關物理研究。計畫最後成功升空的衛星共計36枚，其中28枚在2017年4月18日搭乘Cygnus CRS OA-7到國際太空站並隨後由太空人佈放，另外8枚在同年5月由極軌衛星運載火箭發射。分別是台灣成功大學1枚，還有澳洲3枚、南非2枚、中國大陸4枚、德國2枚、西班牙1枚、捷克1枚、芬蘭1枚、英國2枚、法國2枚、奧地利1枚、義大利1枚、希臘2枚、以色列1枚、南韓3枚、瑞典1枚、土耳其2枚、立陶宛1枚、烏克蘭1枚與美國4枚。